# Casa na Praça Rodrigues Lima, n. 76
A Casa na Praça Rodrigues Lima, n. 76 é uma residência histórica em Caetité, Bahia, Brasil. Situa-se no Centro Histórico de Caetité, e é um dos muitos casarões históricos que rodeiam a Praça Rodrigues Lima. A praça já foi o lar de um mercado municipal do século XVIII, mas agora está demolida. Está localizado em frente à casa da Praça Rodrigues Lima, n. 178 e no meio de uma fileira de casas que inclui a Casa da Praça Rodrigues Lima, n. 105. Foi tombada pelo Instituto do Patrimônio Artístico e Cultural da Bahia (IPAC) no ano de 2008.